# Klapperpost

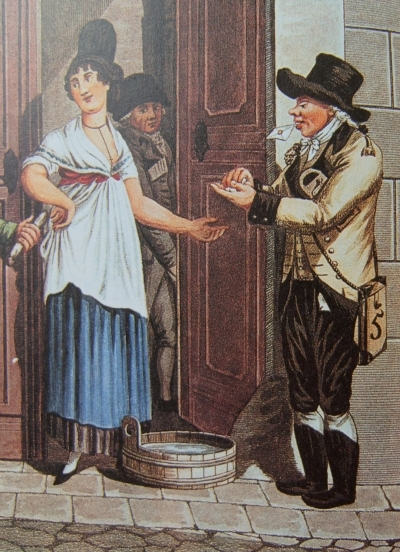
Vendedora y el cartero de Klapperpost en Viena (1820)

Klapperpost (también alemán: Klapper-Post o Klapper Post; Correo matraca), officialmente – Kleine Post (Correo menor), fue servicio urbano, que existió afines del siglo XVIII – comienzos del siglo XIX en Viena (desde 1772) y algunas ciudades de Austria. Damos esta denominación debido a que el cartero portaba una matraca en su transitar de casa en casa, que hacía sonar para anunciar su arribo.
El correo del estado fue creado en Austria hacia 1722. En 50 años, marzo de 1772, en Viena, Josef Haardi organizó el correo urbano menor, también conocido como alemán Klapperpost (“correo matraca”). La segunda denominación relacionada con el cartero, aproximándose, portando una matraca para avisar su llegada. El mantenimiento del correo tenía un radio de tres millas. Incluía el retiro de la correspondencia enviada seis veces al día y su entrega cerca de la oficina de correos, desde donde el correo procedía de acuerdo al destino. Los carteros prefirieron el gris al amarillo y negro tradicional.
Los correos matraca existieron en Viena hasta 1784. Un servicio afín fue instituido en otras ciudades de la monarquía austriaca en Praga, Budapest, Graz y Brno, y también en Milán. En particular, en Praga funcionó desde el 27 de julio de 1782 hasta inicios de 1821 y fue llamado en checo: Malá pošta o Klapačková pošta.

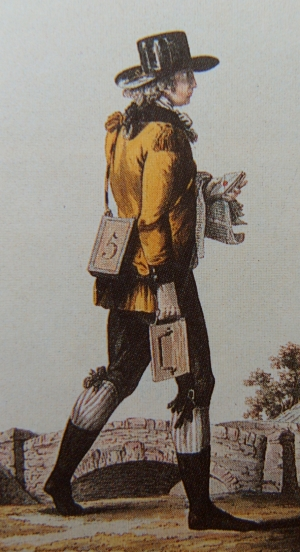
Cartero con la matraca (grabado de la época)
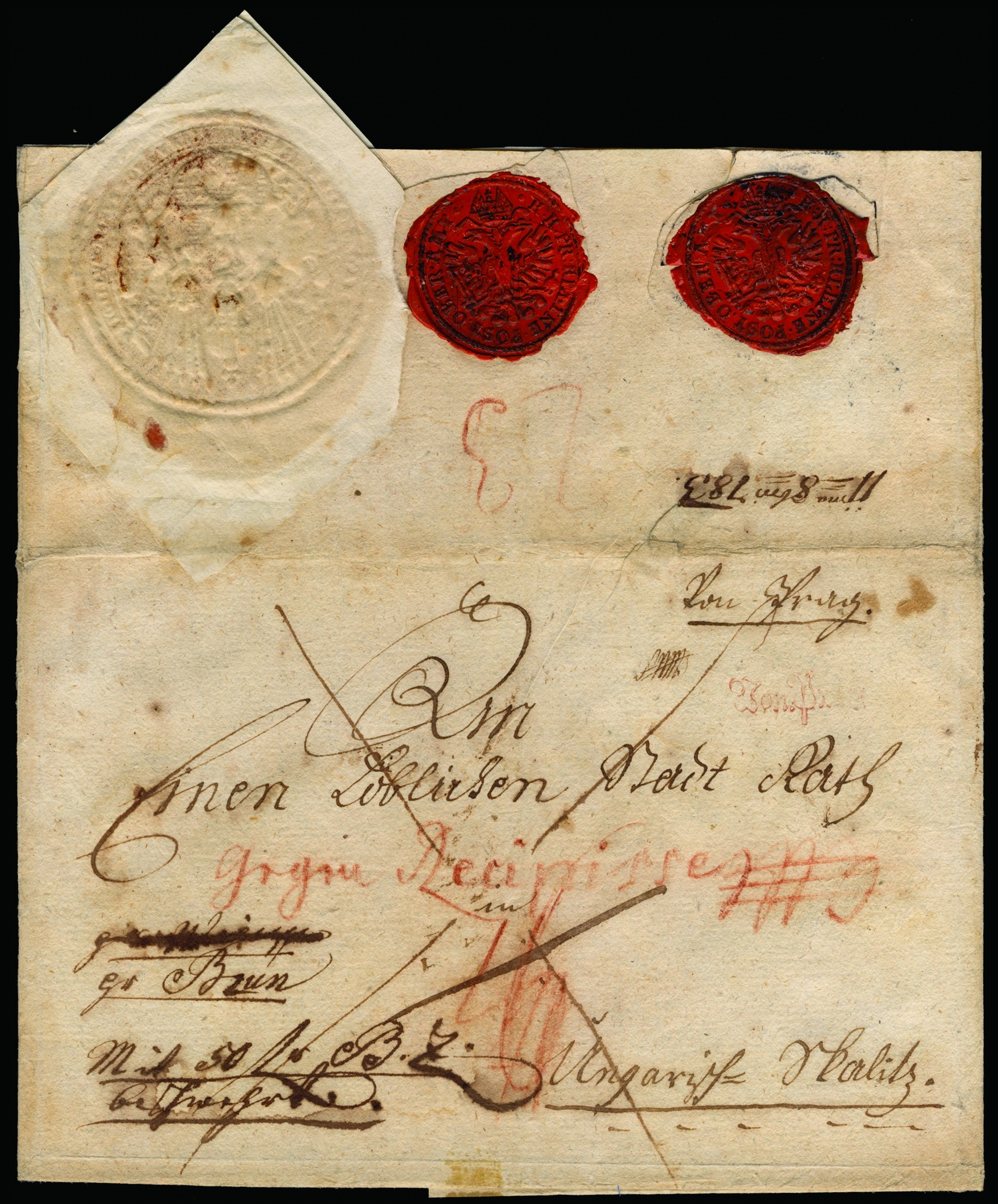
Sobre con los sellos de correo matraca (Klapačková pošta) en Praga (1783)